# Budistični tempelj
Budistični tempelj je kraj čaščenja budistične religije, ki združuje tako imenovane tri dragulje, to so Buda, Dharma in Sangha. Budistični templji se strukturno razlikujejo po regijah in vključujejo gradbeni kompleks, vključno s terenom. V središču je svetišče (stupa ali kultna podoba Bude). Templji pogosto služijo kot samostani budističnih menihov.

## Pojem in oznaka
Evropsko ime kot tempelj ne odraža celotne vsebine budističnega templja. Budistični tempelj vključuje ne samo različne stavbe ampak tudi vrtove, ki so na templju.
Imena budističnega templja na splošno in posameznih stavb se razlikujejo zlasti glede na regionalne običaje in jezike. Za tempelj kot celoto poznamo tudi druga imena.
Primeri:
- Kitajščina: sì 寺, sìjuàn 寺院
- Japonščina ji / dera 寺, v 院

V kitajskem in japonskem budizmu se lahko različne stavbe razlikujejo, kot sledi:
- paviljon zvonov (japonsko 鐘楼, šurō / šōrō) ali paviljon pavk (鼓楼, korō)
- Glavna dvorana (japonsko 本 堂, hondō) ali zlata dvorana (japonsko 金堂, kondō): to je glavno svetišče (japonsko 本尊, honzon) templja.
- Učilnica (japonsko 講堂, kōdo): menihi se zberejo v razredu, se učijo, meditirajo, opravljajo obrede, kličejo Budo ali recitirajo sutre. Učilnica je kraj interpretacije Budovih zakonov (sanskrt: Dharma).
- Meniška spalnica (japonsko 僧坊, sōbō)
- Pagoda (japonsko 塔, tō): pagoda je relikviarij in prihaja iz indijske stupa. Vanjo ni vstopa in je po navadi večnadstropna.
- Shramba suter (japonsko 経 蔵, kjōzō): tu se hranijo budistični spisi.
- Vrata (japonsko 門, mon): tempelj ima lahko ena ali več vrat. Poleg glavnih vrat (jap. 山門 / 三門, sanmon) lahko v notranji tempeljski prostor vodijo osrednja vrata (jap. 中 門, čūmon). V templju je lahko več vrat s posebnimi imeni.
- Gospodarski prostori in jedilnice (japonsko 食堂, džikidō)
- druge stavbe

## Regionalne oblike stavb
V širšem pomenu, ne glede na njihovo zasnovo ali velikost, so vsi - zemljišča, stavbe ali prostori obravnavani kot tempelj budistične šole, ki jim je bil ta status podeljen s slovesno otvoritvijo v skladu s pravili vsake šole.
Znani budistični templji so Mahabodhi tempelj v Bodh Gaji v Indiji (2. stoletje), Todai-dži na Japonskem iz 8. stoletja, Borobudur na Javi iz 9. stoletja in Baganski templji v Mjanmaru iz 11. stoletja.

### Indija
Dvorana vihara je dvorana zbiranja menihov, okoli katere so združeni bivalni prostori. Ti se tam zberejo, da bi recitirali sutre, za tradicionalne slovesnosti in druga skupna praznovanja. Kot središče verskega obreda je pogosto oblikovana stupa, prvotno zemeljski kup, ki je bil zgrajen nad ostanki mrtve osebe (stup v sanskrtu: 'kopičiti', 'nametati'), izhodišče budističnih templjev v Indiji. Okoli budističnega templja (dvorana Čaitja – molilna dvorana) je bil urejen samostanski kompleks. Sestavljalo ga je pravokotno odprto dvorišče okoliškimi stanovanjskimi celicami za menihe.
Zgodnja posebna oblika budističnega templja so jamski templji v Indiji, ki so jih posnemali v mnogih azijskih državah.
Različne regionalne posebnosti budističnih templjev so se razvile iz indijske stupe v srednji, vzhodni in jugovzhodni Aziji, vključno s pagodo na kitajskem, čorten v Tibetu, Paja v Mjanmaru in Čedi na Tajskem.

### Jugovzhodna Azija
Tudi pri templjih jugovzhodne Azije je običajno več posameznih stavb v obsežnem območju templja, ki pogosto vsebuje eno ali več stup. (Glej tudi: Angkor Vat)

### Vzhodna Azija
Samostani v vzhodni Aziji so zelo različni od tistih v Indiji. Osrednje svetišče vzhodnoazijskih templjev je pagoda. Ob pagodi je obsežna urejena dvorana, ki jo obvladujejo kipi različnih Bud. Preostale glavne stavbe vzhodnoazijskih templjev so obkrožene z večinoma pravokotnim dvoriščem, ki meji na samostanske stavbe.
Do uvedbe budizma na Japonsko v 6. stoletju se je center kompleksa templjev že preselil iz pagod v glavno dvorano (japonsko hondō), v katerem je shranjeno glavno svetišče (honzon) - običajno kip Bude. Poleg tega se je začela razmejitev simetrije kitajskih templjev, ki je danes značilna za japonsko tempeljsko arhitekturo.